# 国际会计准则第38号
国际会计准则第38号（IAS 38）无形资产是国际会计准则之一，簡稱：IAS 38，生效始自1999年7月1日，目的是統一按標準化編寫财务报表。
IAS 38规范无形资产的会计处理。不包括金融资产、矿产权、保险合同、租赁、雇员福利、及其他條號會計准則規範的無形資產。
IAS 38提及的无形资产，可以是计算机软件、產品推廣時付出的广告、研究及开发成本等。它是由企业控制的、预期將来會產生經济利益流入企业的资源。例如名店的商譽。无形资产應當在其使用年限内系统地摊銷。

## 相關
- 研究和开发费用